# Justicia steyermarkii
Justicia steyermarkii là một loài thực vật có hoa trong họ Ô rô. Loài này được Standl. & Leonard mô tả khoa học đầu tiên năm 1947.